# Hacking For Girliez
Pour les articles homonymes, voir HFG.
HFG (Hacking For Girliez) est un groupe de hackers hacktivistes dont la période d'activité se situe en grande partie durant l'année 1998. Il se caractérise essentiellement par sa discrétion. Personne ou presque ne connaissant l'identité de ses membres et les autorités américaines n'ont jamais réussi à les appréhender.
Le groupe est essentiellement connu pour avoir pris le contrôle du site du New York Times le 13 septembre et en avoir interdit l'accès durant neuf heures. Il a agi le jour où le rapport Starr sur les liaisons de Bill Clinton devait être dévoilé au grand public, donc la fréquentation du site devait être exceptionnelle. Cette action visait le journaliste John Markoff du New York Times. Le groupe l'accusait d'avoir délibérément exagéré la description de Kevin Mitnick dans son article à la une du quotidien paru le 4 juillet afin d'augmenter la valeur marchande de l'histoire et profiter pleinement de la couverture médiatique de l'évènement pour publier un livre très lucratif et un contrat pour son adaptation cinématographique.
Elles ont également « rooté » d'autres sites comme celui de la NASA, le site de l'e-zine underground Phrack, les sites de Motorola É.-U. et Motorola Japon et bien d'autres encore. Le groupe s'est dissout depuis.